# Renault 16
A Renault 16 (R16) egy középkategóriás autó, melyet a francia Renault gyártott 1965 és 1980 között.

## Piaci teljesítmény
Az 1960-as évek elején a Renault több kiskategóriás autót is gyártott, mint például a ferde hátú Renault 4 vagy a farmotoros Renault Dauphine, és szerette volna leváltani nagyobb méretű családi autóját, a Renault Frégate-ot, melyből 1951 és 1960 között mindössze 163 383 darab készült. A Frégate helyett bevezetett Renault 16 komoly sikereket ért el, a 15 éves gyártási időtartam során 1 845 959 darab gördült le a gyártósorokról. Az autó Európa-szerte népszerű volt, legfőképpen tágas belsőtere miatt dicsérték. Az Amerikai Egyesült Államokban is elérhető volt, de ott nem ért el piaci sikereket, mindössze néhány darabot sikerült értékesíteni.
Érdekesség, hogy a Citroën szintén tervezett egy rendkívül hasonló modellt (Project F) az 1960-as évek első felében, mellyel a kis 2CV és a luxus DS közötti jelentős rést szerette volna kitölteni saját modellkínálatán belül. Amikor a gyárt értesült róla, hogy a Renault hamarosan bevezeti a 16-ot, meglepő módon visszalépett a Project F további fejlesztésétől. A nagy hasonlóság miatt felmerültek olyan találgatások, melyek a Renault-t ipari kémkedéssel vádolták, de bizonyítékkal senki nem tudott szolgálni.

## Felépítés
A Renault 16 hasonló felépítésű volt, mint a Citroën Traction Avant, azaz elsőkerék-meghajtású volt, első középmotorral, ami azt jelentette, hogy motorja hosszábban a sebességváltó mögé került, továbbá torziós rudas felfüggesztés és a kormányoszlopra szerelt sebességváltókar került belé. Az autó motorja alumíniumból készült, hűtőventilátora pedig elektromos volt. Mindkét megoldás jelentős technológiai vívmánynak számított.
Az új modell egyik legnagyobb innovációja a modern és praktikus ferde hátú karosszériakialakítás volt, mely addig idegen volt a középkategóriás családi autók szegmensében. Ennek köszönhetően a beltér rugalmasan átalakíthatóvá vált, akár hétféleképpen is variálható volt. Az autós szaksajtónak ekkor még nem volt szakszava a ferde hátú karosszériára, ezért leginkább átmenetnek nevezték a szedán és a kombi között. Az angol Motoring Illustrated így írt a kocsiról 1965 májusában: "A Renault 16 nevezhető nagy méretű családi autónak, de valójában nem négyajtós szedán, és nem is igazán kombi. Ami talán a legfontosabb, hogy minden eddiginél egy kicsit másabb."
Az autó egyik fő jellegzetessége volt, hogy a bal oldali tengelytáv 70 mm-rel hosszabb volt, mint a jobb oldali (ez a korábbi Renault 4-nél és a később bemutatott Renault 5-ön is megfigyelhető volt). Ennek oka a torziós rudas felfüggesztés volt. Ez, illetve a különösen lágy első ülések rendkívül kényelmessé tette a kocsi rugózását, kimondottan rossz minőségű utakon is.
A motort hosszában szerelték be a sebességváltó/sebességváltó-differenciálmű egység mögé, így eltért a hagyományos elsőkerék-hajtású autóktól, melyek motorja a legtöbb esetben a sebességváltó előtt helyezkedik el, akár keresztben, akár hosszában van beszerelve. Ez a kialakítás jobb súlyelosztást kölcsönzött a kocsinak, ami javította a kezelhetőségét és a kiegyensúlyozottságát a riválisaihoz képest. A szokatlan első középmotoros kialakítás ugyanakkor jelentősen megnehezítette a motorhoz való hozzáférést javítások esetén. A 16 utódja, a 20 éppen ezért megőrizte a hosszában beszerelt motoros felépítést, de motorja már a sebességváltó elé került.
A sebességváltó elhelyezkedése miatt a váltókar a kormányoszlopra került, ami tovább növelte az utastér helykínálatát. A kormányoszlopon elhelyezett sebességváltókar meglehetősen szokatlan megoldás volt a nyugat-európai piacokon.

## Modelltörténet
A sorozatgyártás 1965 márciusában kezdődött meg a Renault új üzemében, Sandouville-ben, Le Havre-tól néhány kilométerre keletre. Ugyanebben a hónapban bemutatták a Genfi Autószalonon, majd 1965 júniusától vált elérhetővé a vásárlók számára.
A modellek az árukhoz viszonyítva gazdag felszereltségűek voltak. Eleinte a Renault 16 csak GL változatban volt elérhető, melyhez kizárólag egy 1,5 literes, 54 lóerős (40 kW) benzinmotor volt kapható. Az 1968-as Genfi Autószalonon mutatkozott be az 1,6 literes motorral szerelt TS nevű modell, mely akár 160 km/h-ra is fel tudott gyorsulni. A következő év elején jelent meg az automata sebességváltós TA változat. A kínálatát csúcsát jelentő TX-et 1973 októberében, Párizsban mutatták be, melyhez az ötsebességes manuális sebességváltó mellett első elektromos ablakemelő és központi zár járt, ezzel az egyik első olyan európai családi autó lett, melyhez ilyen kiegészítő berendezések jártak.
A Renault 16 gyártása 1980-ban fejeződött be, ekkor vette át végleg a helyét az 1975-ben bemutatott Renault 20. Mire a 16 gyártását abbahagyta a Renault, a legtöbb európai gyártó már rendelkezett legalább egy ferde hátúval, de a 16-tal megegyező méretosztályban többnyire csak szedánok és kombik voltak. Kivétel volt az Austin Maxi, a Talbot Alpine és a Volkswagen Passat. Ezek közül az 1969-ben bemutatott Austin Maxi állt a legközelebb a 16-hoz, de az szinte teljesen ismeretlen volt az Egyesült Királyságon kívül. A Renault kínálatában egészen 1989-ig, a Renault 21 ferde hátú variánsának bemutatásáig nem szerepelt még egy ekkora méretű ferde hátú.

## Vélemények

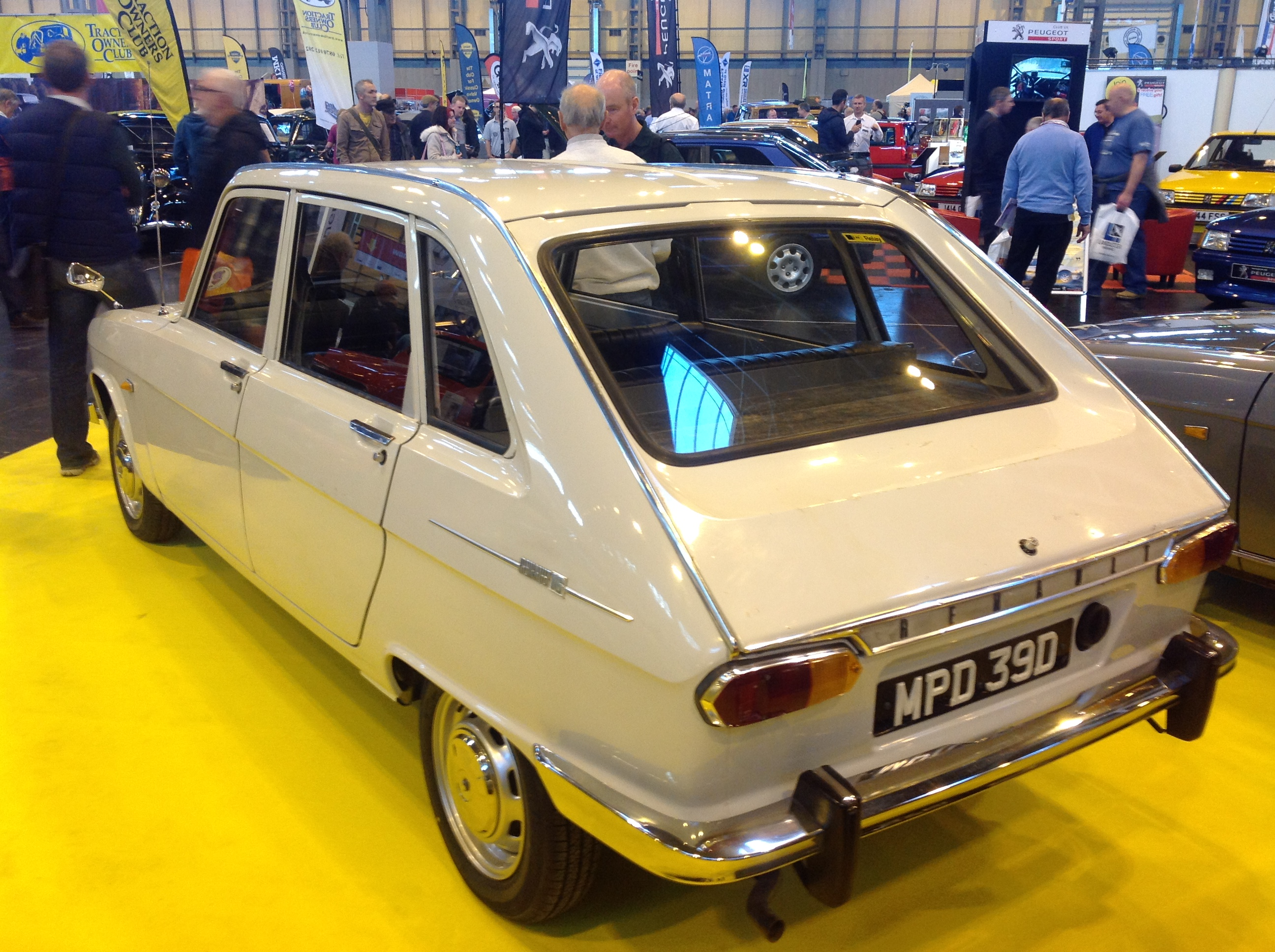
A Renault 16 hátulról

1970-ben a korábbi brit Formula–1-es pilóta, Stirling Moss így nyilatkozott az autóról: "Nem kérdéses, hogy a Renault 16 a legokosabban tervezett autó, amit valaha láttam. Minden brit autógyártó jól tenné, ha venne egyet, és alaposan tanulmányozná a felépítését."
A Renault korábbi vezető tervezője, Patrick Le Quément nagy tisztelője volt a Renault 16-nak, a "madárcsőr" hűtőrácshoz például ez a modell adott neki ihletet az 1990-es években, a Renault Laguna, a Mégane és a Scénic megtervezésekor.
Az autóról már a bemutatása előtt jelentek meg "kiszivárogtatott" információk, melyek mögött legtöbbször a Renault állt. A L'Auto-Journal már 1963 vége felé megjelentett több részletet a készülő modellről, egy exkluzív riport részeként. Az 1964 októberi Párizsi Autószalon idején a Renault több szaklaphoz is eljuttatott képeket új családi autójáról – melyet akkor még Renault 1500-nak neveztek –, hogy azt kémfotóként tegyék közzé. Néhány hónappal később a kocsi megkapta végleges nevét, és megkapta az árusítási engedélyt a francia hatóságoktól.

## Hagyaték
A Renault 16-ot 1966-ban az Év Autójának választották az európai szakújságírók. Ez volt a harmadik év, amikor átadták a díjat, és az első francia autó, mely díjat nyert.
Többek között a 16 sikerének is köszönhetően a Renault 1976-ig további hat ferde hátút is bemutatott: a Renault 4-et, az 5-öt, a 6-ot, a 14-et, a 20-at és a 30-at.

## Galéria

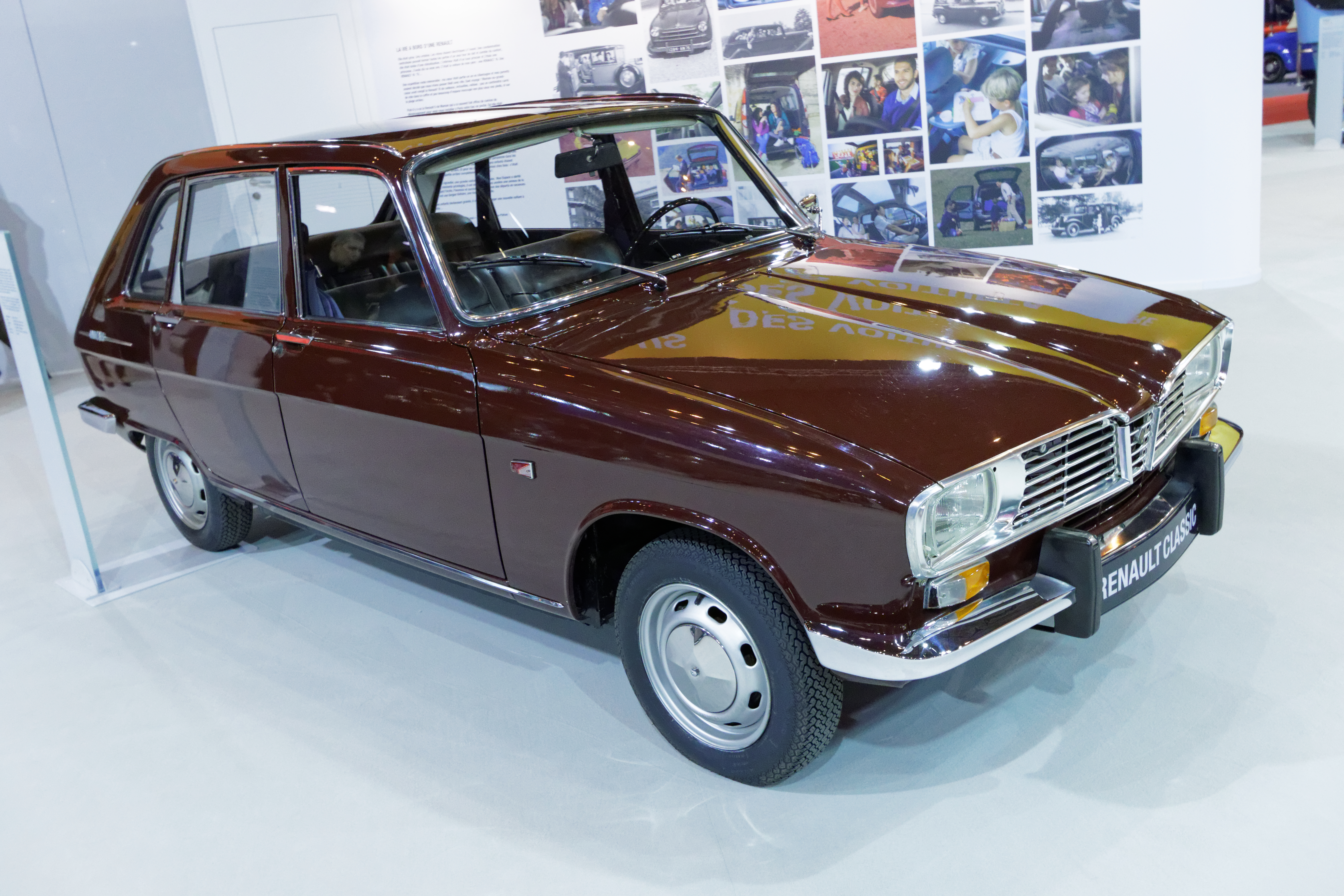
Az 1969-ben bemutatott automata sebességváltós változat
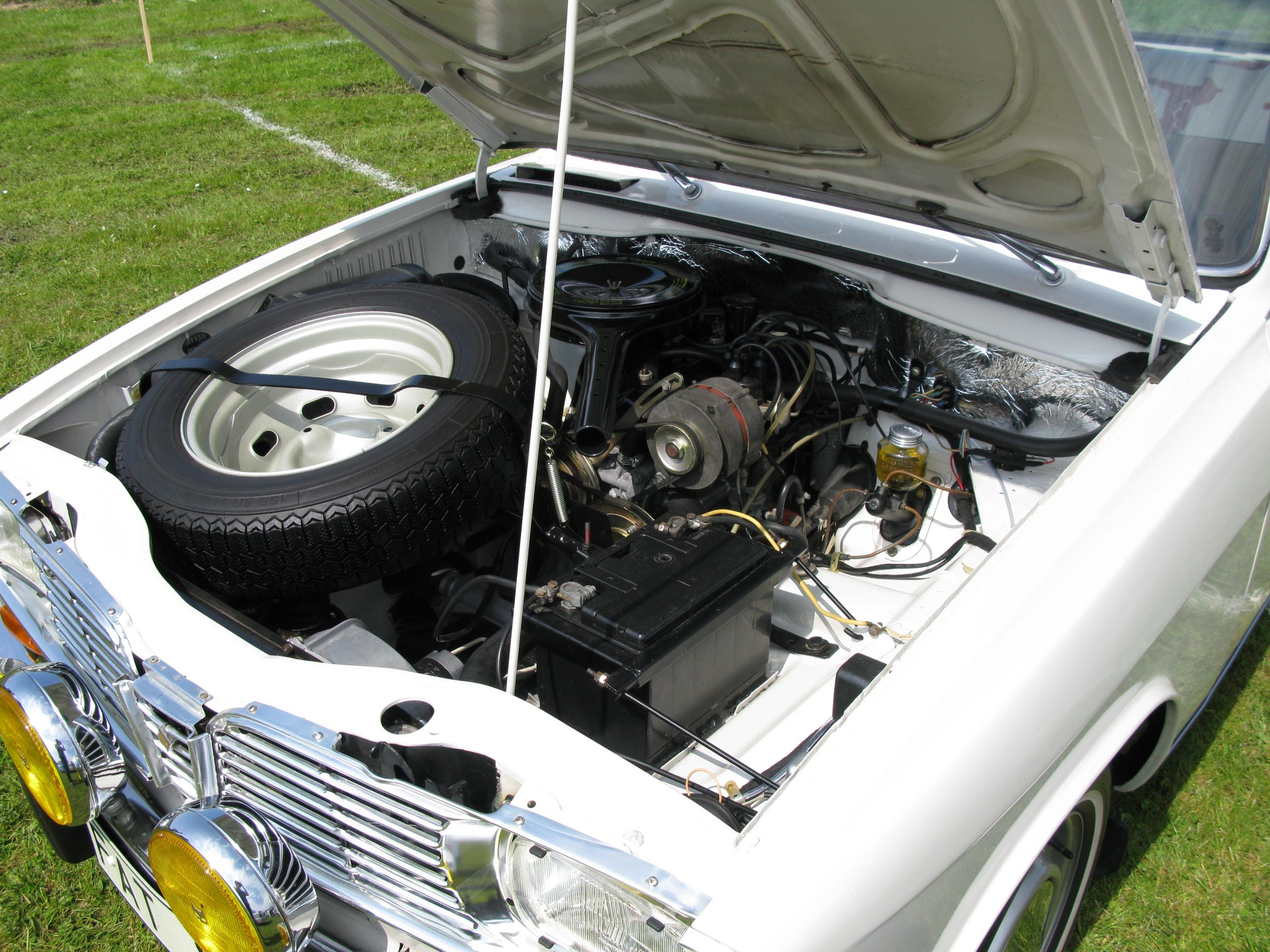
A Renault 16 motortere, nagyobb csomagtér érdekében a pótkerék is itt kapott helyet
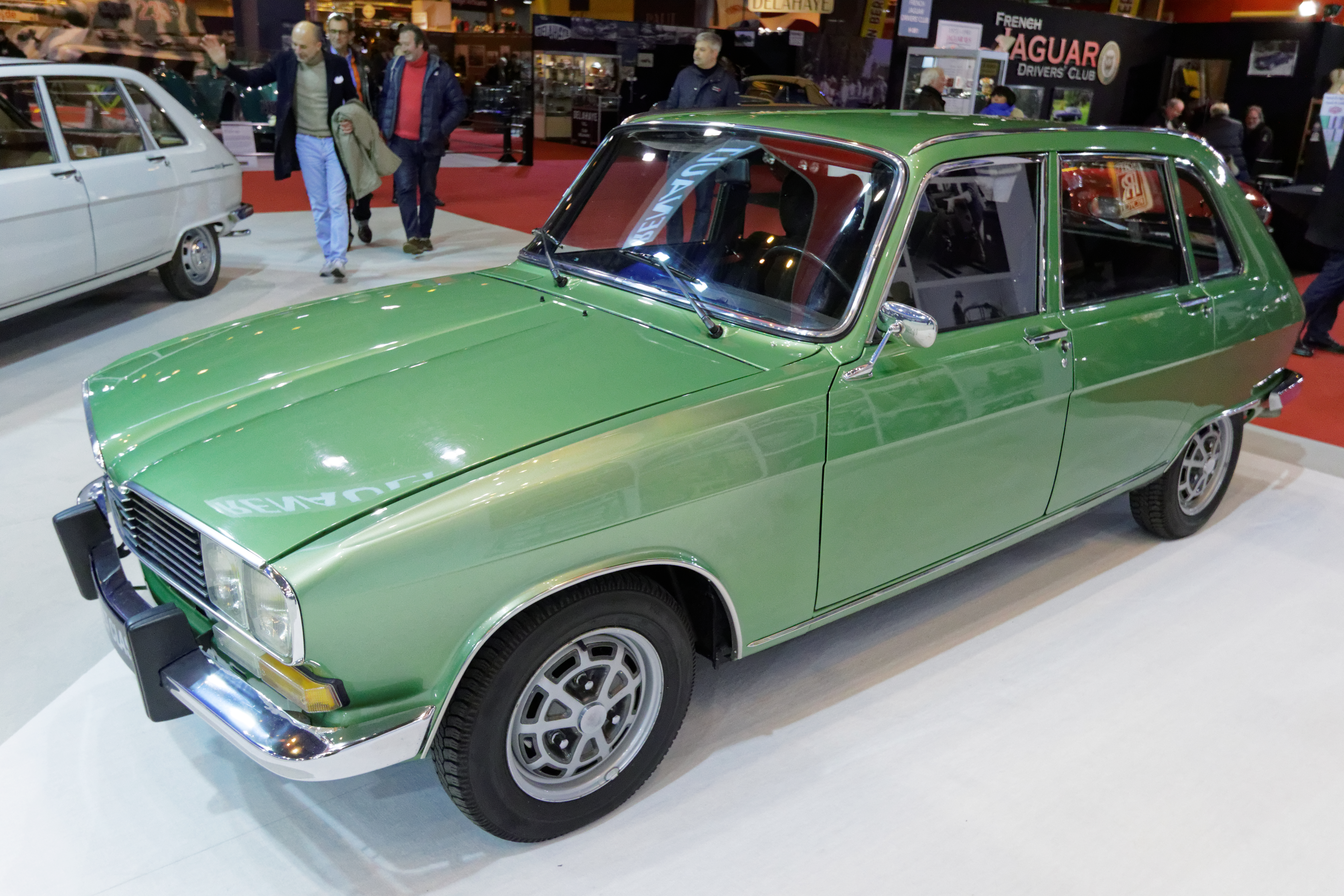
A legmagasabb felszereltségű TX változat
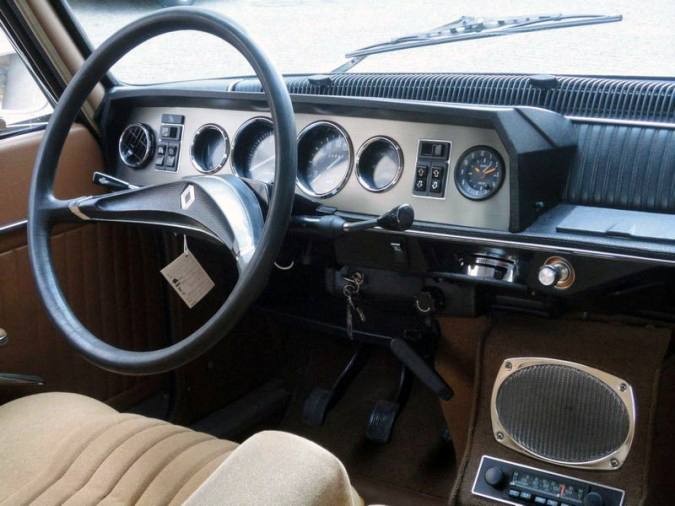
Egy Renault 16 TS műszerfala
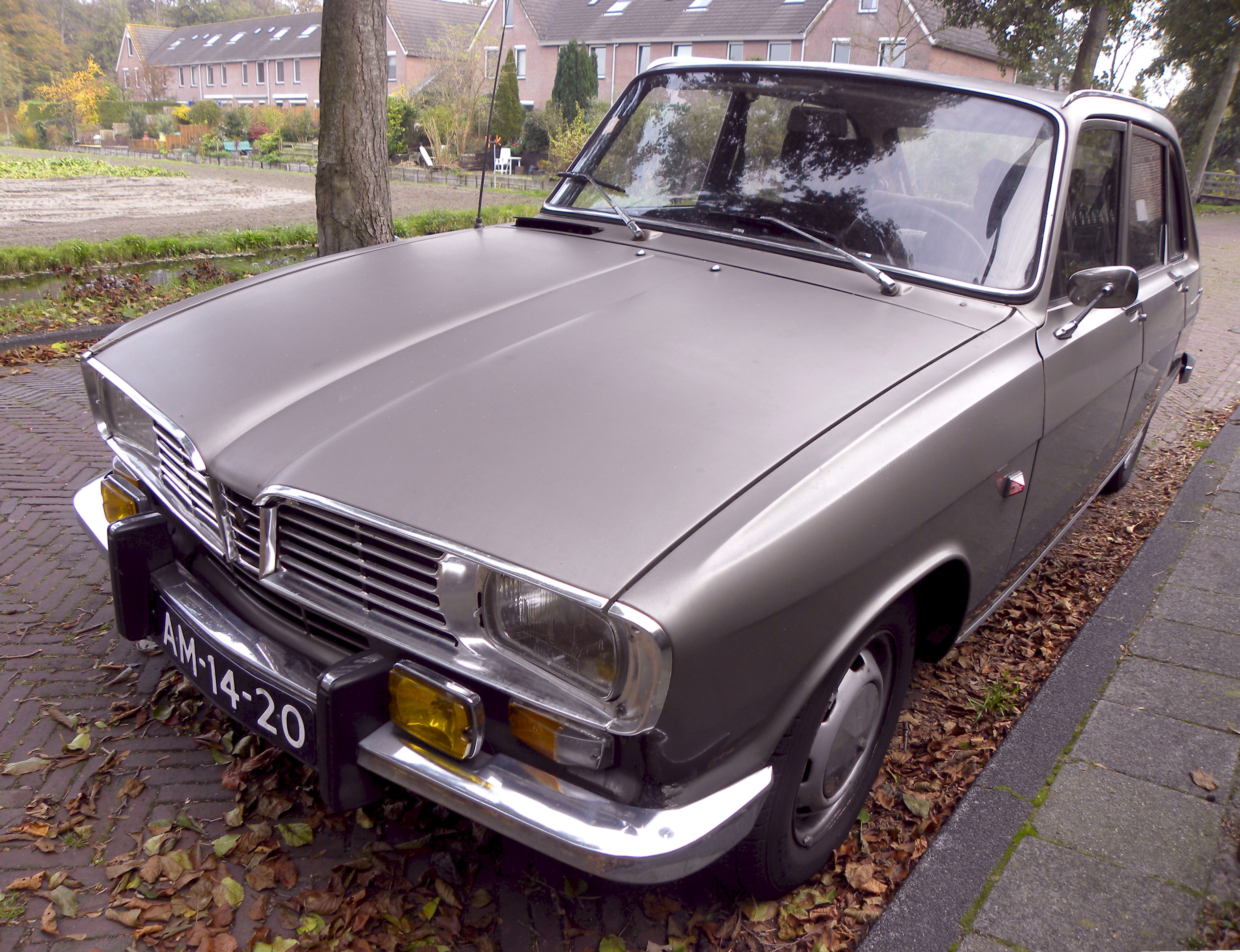
Egy napi használatban lévő, kiváló állapotú Renault 16 TS
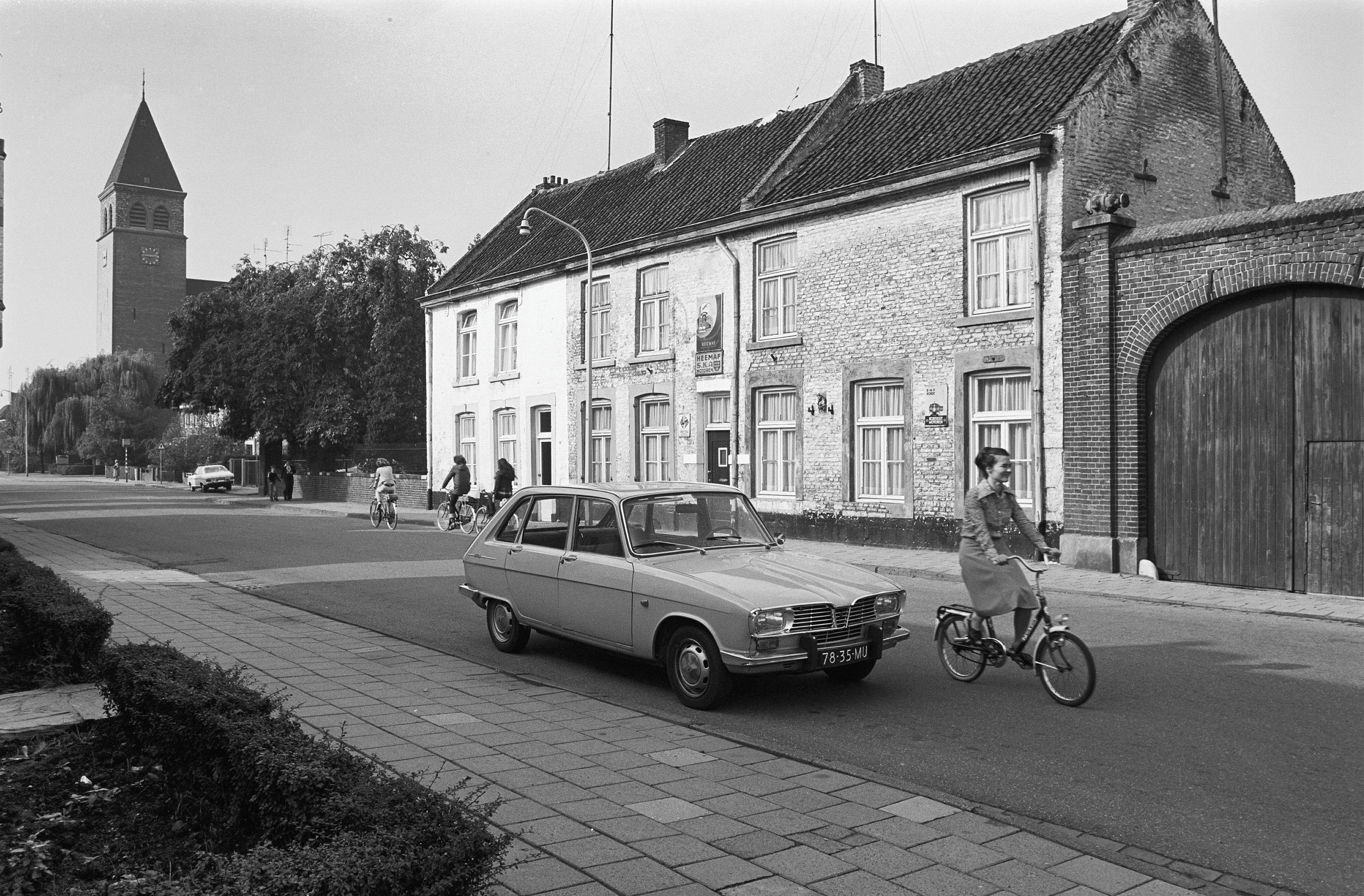
Egy Renault 16 Hollandiában, 1976-ban